# Pectis pumila
Pectis pumila là một loài thực vật có hoa trong họ Cúc. Loài này được D.J.Keil mô tả khoa học đầu tiên năm 2002.